# Jeff Withey
Jeffree David Withey, detto Jeff (San Diego, 7 marzo 1990), è un cestista statunitense.

## Carriera
È stato selezionato dai Portland Trail Blazers al secondo giro del Draft NBA 2013 (39ª scelta assoluta).

## Palmarès
- NABC Defensive Player of the Year (2013)
- NCAA AP All-America Third Team (2013)